# 腕まくり看護婦物語
『腕まくり看護婦物語』は、1993年から2000年までフジテレビ系「金曜エンタテイメント」で放送されたテレビドラマシリーズ。全10回。主演は泉ピン子。
口の悪さと腕の良さを併せ持った人情ベテランナースの、総合病院を舞台にした活躍譚である。

## キャスト

### 東十条総合病院 → 十条病院
小見山妙子
演 - 泉ピン子
第一内科の主任看護師。患者や看護師からの信頼が厚い。亡夫の母の野崎綾と同居している。
橋本あゆみ
演 - 中村あずさ（第1作 - 第8作）
医師。直子の再婚相手の堀内定司は女癖が悪く、あゆみはそれを嫌って家を出ている（第3作）。
月岡みずほ
演 - 大場久美子（第9作・第10作）
外科医。
中館昌枝
演 - 角替和枝
看護婦。
五十嵐光之
演 - 秋野太作
内科医師。妙子の理解者。
和田浩子
演 - 渡辺康子（第1作・第2作・第5作 - 第7作・第9作・第10作）
婦長。
村岡エリ
演 - 井上裕季子
看護婦。
石井夏子
演 - 川田しのぶ（第1作 - 第9作）
看護婦。
須永幸恵
演 - 冬木桃子（第2作 - 第5作）
看護婦。
事務局長
演 - 浅沼晋平（第1作・第2作・第6作・第7作）

脳外科医
演 - 畠山久（第4作・第5作）

庄司
演 - 三上直也（第5作 - 第10作）
第一内科部長。
前田
演 - 吉満涼太（第6作・第7作・第9作・第10作）
医師。
看護婦
演 - 杉原あつ子（第1作 - 第5作）、上原麻衣子（第3作 - 第7作）、津城一実（第3作 - 第7作）、舟木幸【旧・舟木幸子】（第4作 - 第7作）、片岡聖子（第6作 - 第8作）、宮島依里（第6作 - 第9作）

### その他
野崎綾
演 - 野村昭子
妙子の義母で同居している。妙子とは悪口を叩きあっているが親身な情で結ばれている。
堀内定司
演 - 峰岸徹（第3作・第6作）
弁護士事務所の調査員。あゆみの義父。
堀内直子
演 - 茅島成美（第3作・第6作）
あゆみの母。堀内定司と再婚する。
高木秀之
演 - 冨家規政（第6作・第7作）
テレビプロデューサー。あゆみの夫。
岩見雄一郎
演 - 岡本信人（第8作 - 第10作）
岩見形成外科病院の院長。五十嵐の友人。岩見まどかは姪。

### ゲスト
第1作「純情編」（1993年）
- 梶川美鈴（看護婦） - 渡辺典子
- 永田真紀（看護婦） - 船田幸
- 滝沢かおる（患者） - 矢代朝子
- 川上富子（肝臓病患者） - 水城蘭子
- 新庄（医師） - 吉満涼太
- 野口（医師） - 荒谷公之
- 川上拓也（富子の息子） - 李鐘浩
- 漆原千春（看護婦） - 桜井淳子
- 久保田環（患者） - 吉田仁美
- 井上安子（患者） - 小野敦子
- 救急隊長 - 小山内一雄
- 橋本（医師） - きくち英一
- 八木公三（患者・政治家） - 亀井三郎
- 山田肇（刑事） - 柴田林太郎
- 刑事 - 桑原辰旺
- 滝沢（かおるの夫） - 高岡健二

第2作「奮闘編」（1994年）
- 弓子（再生不良性貧血の少女） - 榎木夕希

第3作「熱血編」（1994年）
- 裕美（スナックのママ・堀内定司の愛人） - 黒沢あすか
- 西川（第一内科部長） - 三上直也
- 中込（患者） - 浜田東一郎
- 小沢（元看護婦） - 遠藤靖子
- 笠原（医師） - 和泉史郎
- 坂口元気（喜美子の息子） - 大沼遼平
- 医師 - 矢野弘二
- 坂口喜美子（仕出しの弁当屋） - 浅田美代子

第4作「慕情編」（1995年）
- 西脇美和（患者） - 辺見えみり
- 横溝節子（秀雄の元妻・美和の母） - 奈良富士子
- 西脇秀雄（植木屋・美和の父） - 谷幹一
- 猪俣（団子屋の番頭） - 小池榮
- 患者 - 鈴木雅
- 患者 - 藤夏子
- まりちゃん（患者） - 市丸和代
- 水上（晋次と小夜子の母） - 志賀眞津子
- 水上小夜子（晋次の妹） - 東てる美
- 医師 - 小島敏彦
- 昇（美和の恋人） - 金子賢
- 昇の友人 - 安田久美子
- 昇の友人 - 愛賀あいり
- 水上道彦（晋次の息子） - 内田悠太
- 水上晋次（塩大福の老舗「巣鴨園」社長） - 長谷川初範

第5作「熱情編」（1996年）
- 渚（看護婦） - 藤谷美紀
- 笠井和哉（患者・銀行員） - 松田朗
- 冴子（和哉の同棲相手） - 田中雅子
- 内藤（お見合い仲人） - 小池榮
- 渚の祖母 - 宮内順子
- 渡辺（サンライズ派遣所） - 浅見小四郎
- 強盗 - 掛田誠
- 敬子（久男の元妻） - 木村翠
- 看護婦 - 小林さやか
- 的場（付添人） - 北川智繪
- 警察官 - 大矢兼臣
- 記者 - 貴山侑哉
- 警察官 - 大城英司
- 深見勉（久男の息子） - 類家大地
- 深見久男（内藤の甥） - 西岡徳馬

第6作「突進編」（1996年）
- 多田美子（患者・ホステス・多田の妻） - 五十嵐めぐみ
- 多田（民宿丸美 主人） - 岡本信人
- 両角和夫（看護学校事務局長） - ベンガル
- マーゴ・リボリー（見習い看護婦） - マリア・テレサ・ガウ
- 多田（多田の母） - 水城蘭子
- 相原圭三（患者） - 宮部昭夫
- 相原（圭三の妻） - 喜多道枝
- 高木（高木秀之の父） - 山野史人
- クラブ店員 - 掛田誠
- 美子の客 - 渡辺寛二
- 牧師 - トニー・セテラ
- 多田武志（多田と美子の息子） - 筒井万央

第7作「結婚旋風編」（1997年）
- 奥田梢（美容師） - 中山忍
- 森田圭一（梢の恋人） - 湯江健幸
- 篠塚由江（梢の母） - 上村香子
- 美容院の店長 - 三谷侑未
- 稲取温泉ホテル 女将 - 山本与志恵
- 妊婦 - 安室満樹子
- 鮫島頼子（五十嵐の義母） - 赤木春恵

第8作「みちのく旅情編」（1997年）
- 牧桜子（女優） - 小高恵美
- 牧村（牧村五郎の母） - 五月晴子
- 花を手渡された女性 - 小林亜久里
- 佐々木真一（板前・15年前撲殺） - きくち英一
- 記者 - てらだちなつ
- 記者 - 井上智之
- 志村五月（元板前の殺人犯・本名「牧村五郎」） - 小松政夫

第9作「大島烈風編」（1999年）
- 国分達也（平八郎の孫） - 柏原収史
- 島村（民宿つばき） - 五代高之
- 松本（乾の部下） - 半海一晃
- 乾の部下 - 大森うたえもん
- 乾の部下 - 金田拓三
- 乾平八郎（五十嵐の恩師） - 長門裕之
- 古川由美（患者） - 田島穂奈美
- 島村由布（島村の娘） - 田島穂奈美（二役）
- 患者 - 関悦子
- 古川（由美の父） - 永江智明
- 看護婦 - 木野しのぶ

第10作「婦長旋風編」（2000年）
- 岩見まどか（新人看護婦・岩見雄一郎の姪） - 吉野公佳
- 小堀春樹（貞子の息子） - 尾美としのり
- 川村冬子（看護婦） - 吉村涼
- 圭子（看護婦） - 真瀬樹里
- 菅原（施設「夢の家」スタッフ） - 遠山俊也
- 小堀貞子（患者・十条病院の元総婦長） - 池内淳子
- 「すがも園」店員 - 長谷妙子
- 水原城太郎（研修医） - 堀江慶
- 施設「夢の家」係員 - 氏家恵

## スタッフ
- 監督・プロデューサー - 小林俊一
- 脚本 - 松木ひろし、高橋正圀
- 音楽 - 手塚理
- テーマ曲 - ZARD「あの微笑みを忘れないで」
- ロケ協力・医事指導 - 東十条病院
- 技術協力 - フォーチュン
- 照明協力 - プログレッソ
- 美術協力 - フジアール
- スタジオ - 砧スタジオ
- 編成企画 - 遠藤龍之介（第1作 - 第6作）、小林義和（第3作 - 第4作）、清水賢治（第6作 - 第10作）、和田行（第7作 - 第9作）、金井卓也（第10作）
- プロデューサー - 永島栄次
- 製作 - フジテレビ、彩の会

## 放送日程
- 放送時間
  - 第1作 - 第7作：金曜 21:02 - 22:52[7]
  - 第8作：金曜 22:00 - 23:52[7][注 2]
  - 第9作：金曜 21:00 - 22:54[7]
  - 第10作：金曜 20:10 - 22:04[7][注 3]

| 話数 | 放送日        | サブタイトル   | 脚本       | 監督     |
| ---- | ------------- | -------------- | ---------- | -------- |
| 1    | 1993年5月14日 | 純情編         | 松木ひろし | 小林俊一 |
| 2    | 1994年5月13日 | 奮闘編         | 松木ひろし | 小林俊一 |
| 3    | 1994年12月2日 | 熱血編         | 松木ひろし | 小林俊一 |
| 4    | 1995年9月8日  | 慕情編         | 松木ひろし | 小林俊一 |
| 5    | 1996年4月19日 | 熱情編         | 松木ひろし | 小林俊一 |
| 6    | 1996年11月8日 | 突進編         | 松木ひろし | 小林俊一 |
| 7    | 1997年5月16日 | 結婚旋風編     | 松木ひろし | 小林俊一 |
| 8    | 1997年11月7日 | みちのく旅情編 | 高橋正圀   | 小林俊一 |
| 9    | 1999年3月26日 | 大島烈風編     | 高橋正圀   | 小林俊一 |
| 10   | 2000年9月29日 | 婦長旋風編     | 高橋正圀   | 小林俊一 |